# Huang Liangcai
Huang Liangcai (25 luglio 1984) è uno schermidore cinese, specialista del fioretto.

## Palmarès
In carriera ha conseguito i seguenti risultati:
- Mondiali di scherma

Parigi 2010: oro nel fioretto a squadre.